# Narrativas de esposas-irmãs em Gênesis
Há três narrativas de esposas-irmãs em Gênesis, parte do Tanakh (ou antigo testamento), todas notavelmente parecidas. No centro de cada uma está o conto de um patriarca bíblico que veio estar na terra de um suserano estrangeiro poderoso que classifica erroneamente a esposa do patriarca como sua irmã e consequentemente tenta casar-se com ela. O suserando posteriormente constata seu erro. Duas das três histórias são similares em muitos outros detalhes, incluindo o nome do antagonista, Abimeleque, apesar deste poder ser considerado como sendo um título real ou de um nome de família, assim como Ficol, como nome de um título militar.

## As histórias

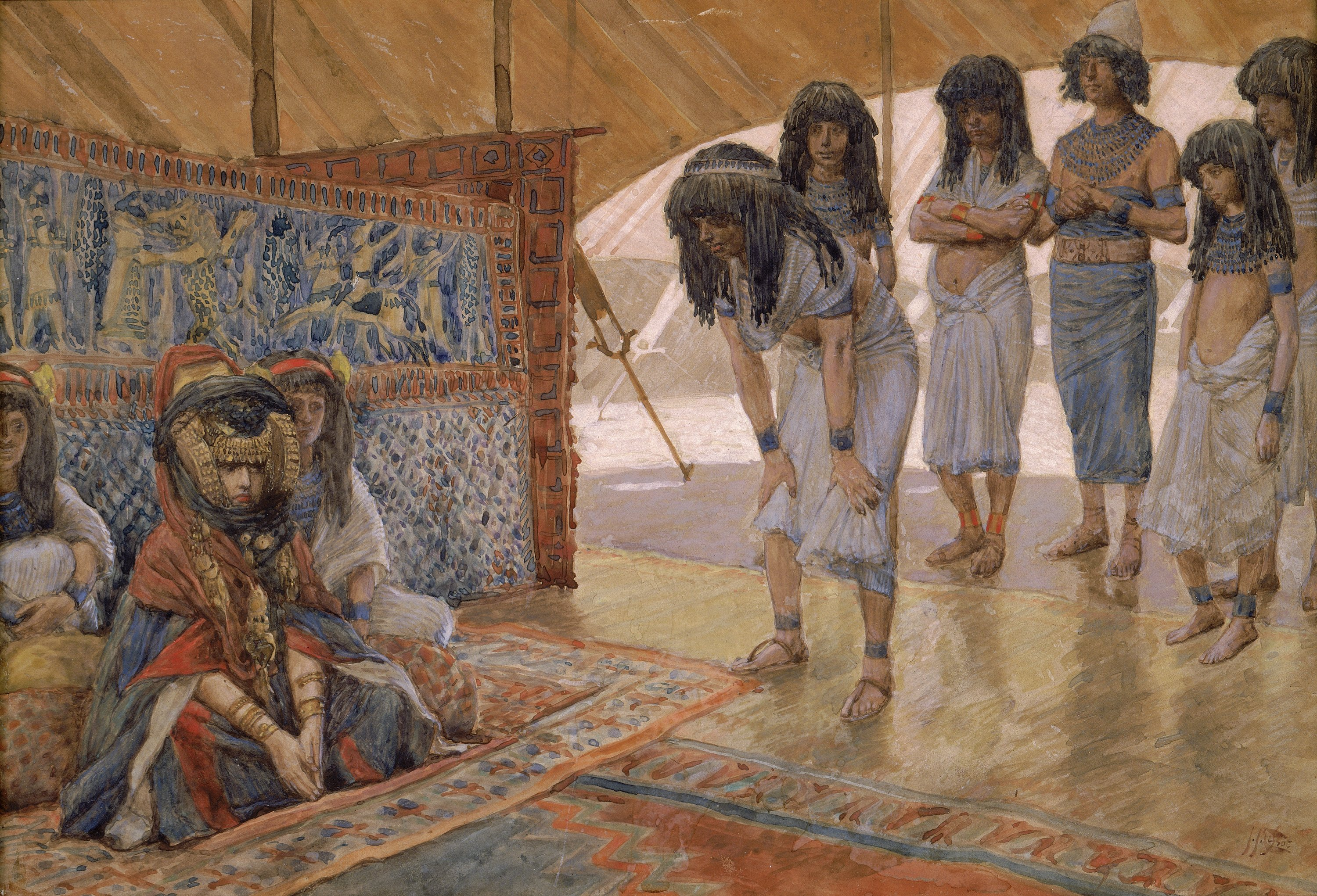
Sarai é levada para o palácio de faraó, por James Tissot.

### Abrão e Faraó
A primeira história aparece em Gênesis 12:10–20 e é a mais breve das três.
Abrão é forçado a mudar-se para o Egito para escapar de uma escassez. Devido sua esposa, Sarai, ser muito bela, Abrão pede a ela que ela finja ser sua irmã para que os egípcios não o matassem e assim pudessem tomâ-la. Ao chegar diante de Faraó, os egípcios reconheceram a beleza de Sarai e os principes egípcios deram a Abrão gado e servos como presentes para ganhar a mão de Sarai em casamento. Sarai assim tornou-se parte da “casa de faraó” (acredita-se o significado seja seu arém), mas Yahweh enviou uma praga como punição a faraó – que é interpretada como por conta de seu adultério. Faraó percebe a realidade da questão, restaura Sarai a Abrão e ordena que eles deixem o Egito com todas suas posses que adquiriram no Egito.

### Abraão e Abimeleque
A segunda história é dividida em duas partes. A primeira parte está em Gênesis 20:1–16 e a segunda em Gênesis 21:22–34. A primeira parte começa com Abraão emigrando para a região sul do Gerar, cujo rei chama-se Abimeleque.

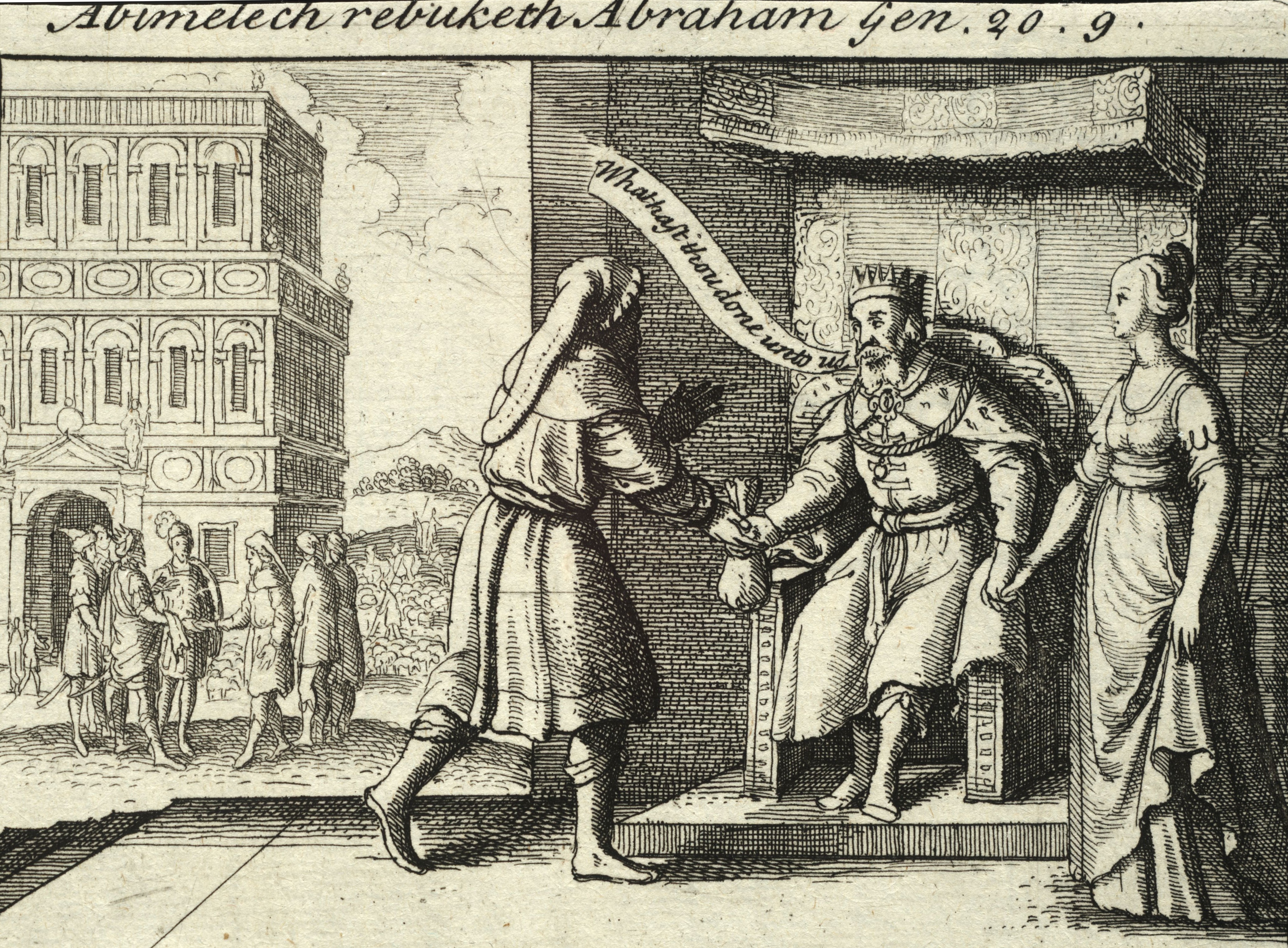
Abimeleque repreende Abraão, por Wenceslas Hollar